# Saint-Nicolas (Olaszország)
 Saint-Nicolas  egy község Olaszországban, Valle d’Aosta régióban.

## Elhelyezkedése

Saint-Nicolas község Valle d'Aosta térképén

.Szomszédos települések : Arvier, Avise, Saint-Pierre, Villeneuve.

### Le Centre d'études francoprovençales (CEFP)
Itt található  a frankoprovenszál tanulmányok egyik legfontosabb központja. 
A CEFP szorosan együttműködik az aostai  Bureau régional pour l'ethnologie et la linguistique-el (BREL), és franciaországi, valamint svájci frankoprovenszál kutatásokat végző intézményekkel is.